# Falmouth (Virgínia)
Falmouth és una concentració de població designada pel cens dels Estats Units a l'estat de Virgínia. Segons el cens del 2000 tenia 3.624 habitants.

## Demografia
Segons el cens del 2000, Falmouth tenia 3.624 habitants, 1.323 habitatges, i 997 famílies. La densitat de població era de 445,6 habitants per km².
Dels 1.323 habitatges en un 35,1% hi vivien nens de menys de 18 anys, en un 58,5% hi vivien parelles casades, en un 11,9% dones solteres, i en un 24,6% no eren unitats familiars. En el 18,9% dels habitatges hi vivien persones soles el 6,7% de les quals corresponia a persones de 65 anys o més que vivien soles. El nombre mitjà de persones vivint en cada habitatge era de 2,68 i el nombre mitjà de persones que vivien en cada família era de 3,03.
Per edats la població es repartia de la següent manera: un 26,2% tenia menys de 18 anys, un 7,3% entre 18 i 24, un 27,6% entre 25 i 44, un 25,6% de 45 a 60 i un 13,3% 65 anys o més.
L'edat mediana era de 38 anys. Per cada 100 dones de 18 o més anys hi havia 89,3 homes.
La renda mediana per habitatge era de 57.697 $ i la renda mediana per família de 66.989 $. Els homes tenien una renda mediana de 39.280 $ mentre que les dones 31.202 $. La renda per capita de la població era de 25.544 $. Entorn del 5,9% de les famílies i el 7,3% de la població estaven per davall del llindar de pobresa.

## Poblacions més properes
El següent diagrama mostra les poblacions més properes.